# Mathieu Horb
 (octobre 2013).
Matthieu Horb est un joueur français de rugby à XV et à sept, né le 27 février 1985 à Marcq-en-Barœul, qui évolue aux postes d'ailier ou centre.

## Carrière
- 1991-2002 : Olympique marcquois
- 2002-2003 : Lille Métropole rugby
- 2003-2005 : FC Grenoble
- 2005-2008 : RC Toulon
- 2008-2009 : Rugby Nice Côte d'Azur
- 2009-2012 : CARF Rugby
- 2012-2019: US seynoise
- 2019-2020 : CARF Rugby

## Palmarès

### En club
- Champion de France de Pro D2 : 2008

### En équipe nationale
- Équipe de France de rugby à sept (participation aux tournois de Dubaï et George 2007)[réf. nécessaire]
- Équipe de France -18 ans en 2003[réf. nécessaire]